# Чанбайшань

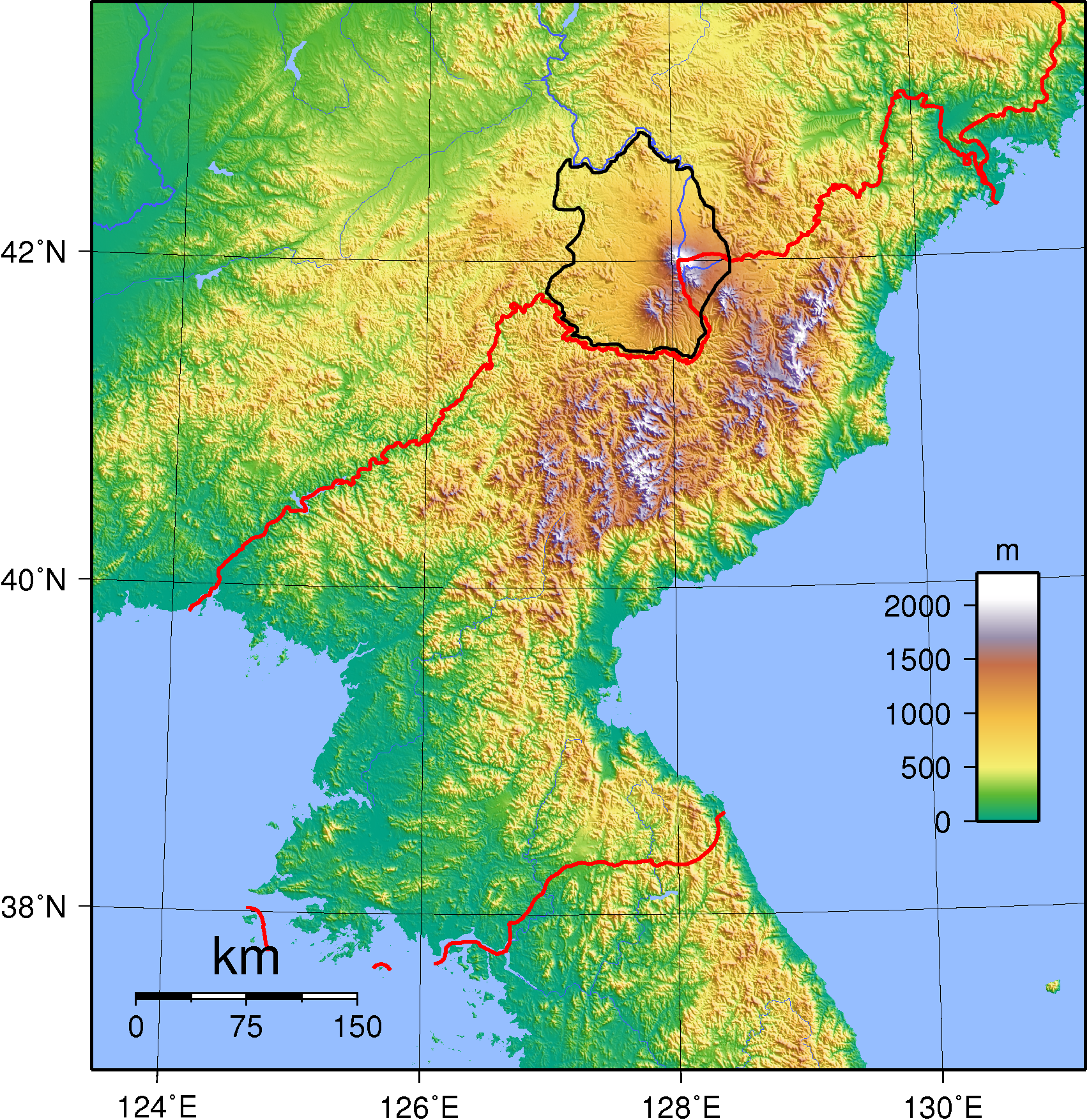
Розташування на карті

Чанбайшань (корейською Чанпексан що в перекладі означає Біла гора) — плоскогір'я вулканічного походження більша частина якого знаходиться на території Китаю (в південно-східній частині провінції Цзилінь) та Північній Кореї. Є частиною Маньчжуро-Корейських гір.
Середні висоти 1-2 тисячі метрів, найбільша — вулкан Байтоушань 2750 м. Найвища в Північно-Східному Китаї гора Байюнь висотою 2691 м над рівнем моря. Гори Чанбайшань вкриті хвойним лісом. Плоскогір'я посічене долинами річок Ялуцзян, Маньцзян, Туминьцзян.
В 1961 році на території плоскогір'я був створений заповідник Чанбайшань — найбільший природний парк Китаю.